# Liste in den Ciudades autónomas vorhandener Dampflokomotiven
Dies ist eine Liste erhaltener Dampflokomotiven auf dem Gebiet der beiden den Status von Ciudades autónomas aufweisenden in Nordafrika liegenden spanischen Städte Ceuta und Melilla.

## Lokomotiven mit Spurweite 1000 mm
| Foto | Nummer oder Name   | Bauart / Achsfolge | Hersteller | Fabrik-nr. | Baujahr | Historie | Eigentümer / Betreiber / Strecke | Bemerkungen |
| ---- | ------------------ | ------------------ | ---------- | ---------- | ------- | -------- | -------------------------------- | ----------- |
|      | Ceuta–Tetuan No. 1 | 2’C                | ALCO       | 57068      | 1916    |          | Old Railway Station, Ceuta       | [ 1 ]       |

## Lokomotiven mit Spurweite 600 mm
| Foto | Nummer oder Name | Bauart / Achsfolge | Hersteller               | Fabrik-nr. | Baujahr | Historie | Eigentümer / Betreiber / Strecke | Bemerkungen |
| ---- | ---------------- | ------------------ | ------------------------ | ---------- | ------- | -------- | -------------------------------- | ----------- |
|      | S.M.F. No. 19    | B                  | Henschel & Sohn (Kassel) | 16051      | 1918    |          | Cargadero de Mineral, Melilla    | [ 2 ]       |